# US-amerikanische Leichtathletik-Meisterschaften 2023
Die US-amerikanischen Leichtathletik-Meisterschaften 2023 (englisch 2023 USATF Outdoor Championships) fanden vom 6. bis 9. Juli 2023 im Hayward Field in Eugene, Oregon statt.

## Qualifikation für die Weltmeisterschaften
Die Titelkämpfe dienen auch der Qualifikation für das US-amerikanische Team bei den Leichtathletik-Weltmeisterschaften 2023 in Budapest. Hierfür muss ein Athlet die Qualifikationsnorm des Weltleichtathletikverbandes World Athletics bis zum 30. Juli erfüllen oder eine zur Teilnahme berechtigende Platzierung in der Weltrangliste vorweisen und bei drei zu vergebenen WM-Plätzen im Endklassement der jeweiligen Disziplin zu den drei besten Sportlern gehören. Ansonsten wird mit dahinter platzierten Athleten, die sich über die Weltrangliste qualifizieren, aufgefüllt.
Die Titelverteidiger der letzten Weltmeisterschaften; die Sieger im Jahr 2022 der Diamond League, der World Race Walking Tour sowie der World Combined Events Tour und die besten Hammerwerfer der World Athletics Continental Tour 2022 bekommen von World Athletics ein automatisches Startrecht. Anders als noch im Vorjahr verlangte der US-amerikanische Leichtathletikverband für solche Athleten keinen Start bei den nationalen Meisterschaften.

## Ergebnisse

### Männer
| Disziplin        | Gold                             | Gold         | Silber                                   | Silber       | Bronze                                        | Bronze       |
| ---------------- | -------------------------------- | ------------ | ---------------------------------------- | ------------ | --------------------------------------------- | ------------ |
| 100 m            | Cravont Charleston (Tracksmith)  | 9,95 s       | Christian Coleman (Nike)                 | 9,96 s       | Noah Lyles (adidas)                           | 10,00 s      |
| 200 m            | Erriyon Knighton (adidas)        | 19,72 s      | Kenny Bednarek (Nike)                    | 19,82 s      | Courtney Lindsey (Texas Tech)                 | 19,85 s      |
| 400 m            | Bryce Deadmon (Nike)             | 44,22 s      | Vernon Norwood (New Balance)             | 44,39 s      | Quincy Hall (adidas)                          | 44,41 s      |
| 800 m            | Bryce Hoppel (adidas)            | 1:46,20 min  | Isaiah Harris (Brooks Beasts TC)         | 1:46,68 min  | Clayton Murphy (Nike)                         | 1:46,82 min  |
| 1500 m           | Yared Nuguse (On Athletics Club) | 3:34,90 min  | Joe Waskom (Washington)                  | 3:35,32 min  | Cole Hocker (Nike)                            | 3:35,46 min  |
| 5000 m           | Abdihamid Nur (Nike)             | 13:24,37 min | Paul Chelimo (American Distance Project) | 13:24,90 min | Sean McGorty (Nike/Bowerman Track Club)       | 13:25,98 min |
| 10.000 m         | Woody Kincaid (Nike)             | 28:23,01 min | Joe Klecker (On Athletics Club)          | 28:24,50 min | Sean McGorty (Nike/Bowerman Track Club)       | 28:24,96 min |
| 110 m Hürden     | Daniel Roberts (Nike)            | 13,05 s      | Cordell Tinch (Pittsburg State)          | 13,08 s      | Freddie Crittenden (Tracksmith/Phoenix TC)    | 13,23 s      |
| 400 m Hürden     | Rai Benjamin (Nike)              | 46,62 s      | CJ Allen (Asics)                         | 48,18 s      | Trevor Bassitt (Unattached)                   | 48,26 s      |
| 3000 m Hindernis | Kenneth Rooks (BYU)              | 8:16,78 min  | Benard Keter (Nike/U.S. Army)            | 8:17,19 min  | Isaac Updike (Under Armour/Dark Sky Distance) | 8:17,69 min  |
| 20.000 m Gehen   | Nick Christie (NYAC)             | 1:25:30,31 h | Emmanuel Corvera (NYAC)                  | 1:31:31,53 h | Sam Allen (Shore Athletic Club)               | 1:31:58,72 h |
| Hochsprung       | JuVaughn Harrison (Puma)         | 2,26 m       | Shelby McEwen (Nike)                     | 2,26 m       | Vernon Turner (Oklahoma)                      | 2,21 m       |
| Stabhochsprung   | Chris Nilsen (Nike)              | 5,91 m       | Zach McWhorter (Unattached)              | 5,86 m       | Zachary Bradford (Texas Tech)                 | 5,81 m       |
| Weitsprung       | Marquis Dendy (Puma)             | 8,14 m       | Jarrion Lawson (Unattached)              | 8,13 m       | JuVaughn Harrison (Puma)                      | 8,08 m       |
| Dreisprung       | Donald Scott (adidas)            | 17,22 m      | Will Claye (NYAC)                        | 16,98 m      | Chris Benard (Chula Vista Elite)              | 16,68 m      |
| Kugelstoßen      | Ryan Crouser (Nike)              | 22,86 m      | Josh Awotunde (Shore Athletic Club)      | 22,10 m      | Payton Otterdahl (Unattached)                 | 22,09 m      |
| Diskuswurf       | Sam Mattis (NYAC)                | 65,93 m      | Turner Washington (Arizona State)        | 65,60 m      | Brian Williams (Tracksmith)                   | 63,36 m      |
| Hammerwurf       | Rudy Winkler (Tracksmith/NYAC)   | 79,04 m      | Daniel Haugh (NYAC)                      | 77,24 m      | Alex Young (Unattached)                       | 75,87 m      |
| Speerwurf        | Curtis Thompson (Tracksmith)     | 80,92 m      | Capers Williamson (Unattached)           | 78,91 m      | Marc Minichello (Georgia)                     | 78,07 m      |
| Zehnkampf        | Harrison Williams (Unattached)   | 8630 Punkte  | Zach Ziemek (Unattached)                 | 8508 Punkte  | Austin West (Iowa)                            | 8331 Punkte  |

### Frauen
| Disziplin        | Gold                                    | Gold         | Silber                                          | Silber       | Bronze                                | Bronze       |
| ---------------- | --------------------------------------- | ------------ | ----------------------------------------------- | ------------ | ------------------------------------- | ------------ |
| 100 m            | Sha’Carri Richardson (Nike)             | 10,82 s      | Brittany Brown (adidas)                         | 10,90 s      | Tamari Davis (adidas)                 | 10,99 s      |
| 200 m            | Gabby Thomas (New Balance)              | 21,60 s      | Sha’Carri Richardson (Nike)                     | 21,94 s      | Kayla White (Nike)                    | 22,01 s      |
| 400 m            | Sydney McLaughlin-Levrone (New Balance) | 48,74 s      | Britton Wilson (Arkansas)                       | 49,79 s      | Talitha Diggs (adidas)                | 49,93 s      |
| 800 m            | Nia Akins (Brooks Beasts TC)            | 1:59,50 min  | Raevyn Rogers (Nike Union Athletics Club)       | 1:59,83 min  | Kaela Edwards (adidas)                | 2:00,52 min  |
| 1500 m           | Nikki Hiltz (lululemon)                 | 4:03,10 min  | Athing Mu (Nike)                                | 4:03,44 min  | Cory McGee (New Balance)              | 4:03,48 min  |
| 5000 m           | Elise Cranny (Nike/Bowerman Track Club) | 14:52,66 min | Alicia Monson (On Athletics Club)               | 14:55,10 min | Natosha Rogers (Puma Elite Running)   | 14:55,39 min |
| 10.000 m         | Elise Cranny (Nike/Bowerman Track Club) | 32:12,30 min | Alicia Monson (On Athletics Club)               | 32:17,51 min | Natosha Rogers (Puma Elite Running)   | 32:22,77 min |
| 100 m Hürden     | Nia Ali (Nike)                          | 12,37 s      | Keni Harrison (adidas)                          | 12,42 s      | Masai Russell (Kentucky)              | 12,46 s      |
| 400 m Hürden     | Shamier Little (adidas)                 | 53,34 s      | Dalilah Muhammad (Nike)                         | 53,53 s      | Anna Cockrell (Nike)                  | 54,24 s      |
| 3000 m Hindernis | Krissy Gear (Hoka NAZ Elite)            | 9:12,81 min  | Emma Coburn (New Balance)                       | 9:13,60 min  | Courtney Wayment (On)                 | 9:14,63 min  |
| 20.000 m Gehen   | Maria Michta-Coffey (Oiselle)           | 1:38:37,44 h | Stephanie Casey (Tracksmith)                    | 1:40:48,72 h | Miranda Melville (NYAC)               | 1:40:48,98 h |
| Hochsprung       | Vashti Cunningham (Nike/Red Bull)       | 1,91 m       | Rylee Anderson (Kansas) Jenna Rogers (Nebraska) | 1,86 m       | –                                     | –            |
| Stabhochsprung   | Katie Moon (Nike)                       | 4,90 m       | Sandi Morris (Puma)                             | 4,61 m       | Hana Moll (Northwest Pole Vault Club) | 4,61 m       |
| Weitsprung       | Tara Davis-Woodhall (lululemon)         | 6,87 m       | Quanesha Burks (Unattached)                     | 6,82 m       | Jasmine Moore (Puma)                  | 6,74 m       |
| Dreisprung       | Tori Franklin (Nike)                    | 14,44 m      | Keturah Orji (Mizuno)                           | 14,43 m      | Jasmine Moore (Florida)               | 14,19 m      |
| Kugelstoßen      | Maggie Ewen (Nike)                      | 19,92 m      | Adelaide Aquilla (Ohio State)                   | 19,02 m      | Jalani Davis (Mississippi)            | 18,62 m      |
| Diskuswurf       | Valarie Allman (Asics/NYAC)             | 67,66 m      | Lagi Tausaga-Collins (Chula Vista Elite)        | 65,46 m      | Elena Bruckner (Unattached)           | 58,33 m      |
| Hammerwurf       | Brooke Andersen (Nike)                  | 78,65 m      | DeAnna Price (Nike)                             | 78,18 m      | Janee' Kassanavoid (Nike)             | 76,44 m      |
| Speerwurf        | Maddie Harris (Nebraska)                | 60,73 m      | Maggie Malone (NYAC)                            | 58,79 m      | Madison Wiltrout (North Carolina)     | 55,51 m      |
| Siebenkampf      | Anna Hall (adidas)                      | 6677 Punkte  | Taliyah Brooks (Asics)                          | 6319 Punkte  | Chari Hawkins (Unattached)            | 6053 Punkte  |

## Weitere Disziplinen
USA Track & Field richtete als USATF Championships 2023 noch weitere nationale Meisterschaften aus. Folgende Wettbewerbe wurden durchgeführt:
- 35-km-Gehen: 15. Januar in Santee, Kalifornien[4]
- Crosslauf: 21. Januar in Richmond, Virginia[5]
- 1 Meile Gehen: 11. Februar in New York City, New York (im Rahmen der Millrose Games)[6]
- US-amerikanische Leichtathletik-Hallenmeisterschaften 2023: 16.–18. Februar in Albuquerque, New Mexico[7]
- Halbmarathon: 26. Februar in Fort Worth, Texas[8]
- 100-Meilen-Straßenlauf: 3. März in Henderson, Nevada[9][10]
- 15-km-Straßenlauf: 4. März in Jacksonville, Florida[11]
- 50-km-Straßenlauf: 12. März in East Islip, New York[12][13]
- 10-Meilen-Straßenlauf: 2. April in Washington, D.C.[14]
- 1 Meile Straße: 25. April in Des Moines, Iowa[15]
- Berglauf (Vertical): 29. April in Newbury, New Hampshire[16]
- Berglauf (Classic Up & Down): 30. April in Newbury, New Hampshire[17]
- Marathon Trail: 6. Mai in Beacon, New York[18][19]
- 25-km-Straßenlauf: 13. Mai in Grand Rapids, Michigan[20]
- 6-km-Straßenlauf (Frauen): 15. Juli in Canton, Ohio[21]
- 8-km-Straßenlauf (Männer): 15. Juli in Kingsport, Tennessee[22]
- 7-Meilen-Straßenlauf: 29. Juli in Davenport, Iowa[23]
- 50-km-Traillauf: 6. August in Sunapee, New Hampshire[24]
- 20-km-Straßenlauf: 4. September in New Haven, Connecticut[25]
- 10-km-Straßenlauf: 23. September in Northport, New York[26]
- 5-km-Straßenlauf: 4. November in New York City, New York[27]
- Halbmarathon Trail: 4. November in Moab, Utah[28][29]
- Crosslauf Clubs: 9. Dezember in Tallahassee, Florida[30]

### Ergebnisse

#### Männer
| Disziplin                    | Gold                      | Gold        | Silber                   | Silber      | Bronze                       | Bronze      |
| ---------------------------- | ------------------------- | ----------- | ------------------------ | ----------- | ---------------------------- | ----------- |
| 1 Meile Straße               | Sam Prakel                | 4:02 min    | Casey Comber             | 4:03 min    | Vincent Ciattei              | 4:03 min    |
| 5-km-Straßenlauf             | Morgan Beadlescomb        | 13:44 min   | Ahmed Muhumed            | 13:47 min   | Tai Dinger                   | 13:47 min   |
| 8-km-Straßenlauf             | Clayton Young             | 22:45 min   | Andrew Colley            | 22:49 min   | Isai Rodriguez               | 22:50 min   |
| 7-Meilen-Straßenlauf         | Abbabiya Simbassa         | 32:34 min   | Clayton Young            | 32:52 min   | Reid Buchanan                | 32:57 min   |
| 10-km-Straßenlauf            | Clayton Young             | 28:49 min   | Willy Fink               | 28:52 min   | Leonard Korir                | 28:54 min   |
| 15-km-Straßenlauf            | Hillary Bor               | 43:11 min   | Leonard Korir            | 43:51 min   | Brian Shrader                | 43:59 min   |
| 10-Meilen-Straßenlauf        | Hillary Bor               | 46:11 min   | Abbabiya Simbassa        | 47:09 min   | Jacob Thomson                | 47:27 min   |
| 20-km-Straßenlauf            | Clayton Young             | 59:15 min   | Conner Mantz             | 59:16 min   | Samuel Chelanga              | 59:26 min   |
| Halbmarathon                 | Jacob Thomson             | 1:02:38 h   | Leonard Korir            | 1:02:39 h   | Futsum Zienasellassie        | 1:02:39 h   |
| 25-km-Straßenlauf            | Leonard Korir             | 1:14:45 h   | Jacob Thomson            | 1:14:49 h   | Brian Shrader                | 1:14:53 h   |
| 50-km-Straßenlauf            | Kallin Carolus Khan       | 2:52:48 h   | Charles Smogoleski       | 2:55:08 h   | Mike Katsefaras              | 2:55:47 h   |
| 100-Meilen-Straßenlauf       | Jonah Backstrom           | 14:11:03 h  | Zach Merrin              | 14:48:59 h  | Pete Kostelnick              | 15:47:24 h  |
| Crosslauf                    | Emmanuel Bor              | 28:43,3 min | Andrew Colley            | 28:47,1 min | Anthony Rotich               | 28:48,2 min |
| Crosslauf Clubs              | San Diego TC              | 73 Punkte   | Minnesota Distance Elite | 103 Punkte  | Wisconsin Runner Racing Team | 117 Punkte  |
| Berglauf (Vertical)          | Joseph Gray               | 32:23 min   | Daniel Curts             | 32:28 min   | Edward Owens                 | 32:40 min   |
| Berglauf (Classic Up & Down) | Daniel Curts              | 1:01:04 h   | Morgan Elliott           | 1:02:51 h   | Liam Meirow                  | 1:03:16 h   |
| Halbmarathon Trail           | Meikael Beaudoin-Rousseau | 1:21:37 h   | Andy Wacker              | 1:22:14 h   | Grant Colligan               | 1:23:36 h   |
| Marathon Trail               | Garrett Corcoran          | 3:55:52 h   | Jackson Brill            | 4:00:16 h   | Lars Arneson                 | 4:01:46 h   |
| 50-km-Traillauf              | Philip Royer              | 4:33:54 h   | Mead Binhammer           | 4:55:38 h   | Zach Crim                    | 5:06:06 h   |
| 1 Meile Gehen                | Sam Allen                 | 6:13,58 min | John Cody Risch          | 6:26,58 min | Jordan Crawford              | 6:27,75 min |
| 35-km-Gehen                  | Nick Christie             | 2:44:16 h   | Daniel Nehnevaj          | 2:47:48 h   | John Cody Risch              | 2:50:06 h   |

#### Frauen
| Disziplin                    | Gold                    | Gold        | Silber                          | Silber      | Bronze                   | Bronze      |
| ---------------------------- | ----------------------- | ----------- | ------------------------------- | ----------- | ------------------------ | ----------- |
| 1 Meile Straße               | Nikki Hiltz             | 4:28 min    | Sinclaire Johnson               | 4:28 min    | Addy Wiley               | 4:31 min    |
| 5-km-Straßenlauf             | Annie Rodenfels         | 15:22 min   | Rachel Smith                    | 15:26 min   | Bethany Hasz             | 15:27 min   |
| 6-km-Straßenlauf             | Ednah Kurgat            | 18:31 min   | Nell Rojas                      | 18:33 min   | Annie Rodenfels          | 18:34 min   |
| 7-Meilen-Straßenlauf         | Kellyn Taylor           | 36:32 min   | Aliphine Tuliamuk               | 36:38 min   | Ednah Kurgat             | 36:55 min   |
| 10-km-Straßenlauf            | Weini Kelati            | 31:57 min   | Ednah Kurgat                    | 32:40 min   | Emma Grace Hurley        | 32:57 min   |
| 15-km-Straßenlauf            | Emily Sisson            | 48:26 min   | Emma Grace Hurley               | 50:04 min   | Jessa Hanson             | 51:15 min   |
| 10-Meilen-Straßenlauf        | Sara Hall               | 52:37 min   | Nell Rojas                      | 52:38 min   | Emma Grace Hurley        | 52:41 min   |
| 20-km-Straßenlauf            | Emily Sisson            | 1:06:09 h   | Ednah Kurgat                    | 1:06:39 h   | Emily Durgin             | 1:06:59 h   |
| Halbmarathon                 | Aliphine Tuliamuk       | 1:09:37 h   | Lauren Paquette                 | 1:09:51 h   | Nell Rojas               | 1:11:08 h   |
| 25-km-Straßenlauf            | Betsy Saina             | 1:24:32 h   | Keira D’Amato                   | 1:24:39 h   | Jessa Hanson             | 1:25:33 h   |
| 50-km-Straßenlauf            | Andrea Pomaranski       | 3:07:48 h   | Brittany Charboneau             | 3:13:28 h   | Melissa Tanner           | 3:21:44 h   |
| 100-Meilen-Straßenlauf       | Sierra DeGroff          | 15:59:56 h  | Lisa Cabiles                    | 16:42:54 h  | Heather Huggins          | 17:09:29 h  |
| Crosslauf                    | Ednah Kurgat            | 32:06,5 min | Makena Morley                   | 32:23,9 min | Emily Durgin             | 32:26,4 min |
| Crosslauf Clubs              | Peninsula Distance Club | 18 Punkte   | Hansons-Brooks Distance Project | 62 Punkte   | Pacers Running//GRC NB A | 73 Punkte   |
| Berglauf (Vertical)          | Grayson Murphy          | 35:47 min   | Rachel Tomajczyk                | 40:28 min   | Alexandra Lawson         | 41:03 min   |
| Berglauf (Classic Up & Down) | Grayson Murphy          | 1:08:56 h   | Allie McLaughlin                | 1:11:53 h   | Rachel Tomajczyk         | 1:16:35 h   |
| Halbmarathon Trail           | Bailey Kowalczyk        | 1:36:44 h   | Rachael Rudel                   | 1:41:24 h   | Alicia Vargo             | 1:42:35 h   |
| Marathon Trail               | Brittany Charboneau     | 4:46:43 h   | Bailey Kowalczyk                | 4:49:21 h   | Klaire Rhodes            | 4:50:24 h   |
| 50-km-Traillauf              | Hannah Rowe             | 5:33:43 h   | Leah Yingling                   | 5:35:00 h   | Colleen Chase            | 5:43:31 h   |
| 1 Meile Gehen                | Maria Michta-Coffey     | 6:53,83 min | Heather Durrant                 | 6:56,98 min | Katie Burnett            | 6:59,61 min |
| 35-km-Gehen                  | Miranda Melville        | 2:57:21 h   | Maria Michta-Coffey             | 2:58:39 h   | Stephanie Casey          | 3:00:00 h   |